# Hetschkomyia maculipennis
Hetschkomyia maculipennis är en tvåvingeart som beskrevs av Friedrich Georg Hendel 1914. Hetschkomyia maculipennis ingår i släktet Hetschkomyia och familjen borrflugor.
Artens utbredningsområde är Peru. Inga underarter finns listade i Catalogue of Life.